# Pep Bras

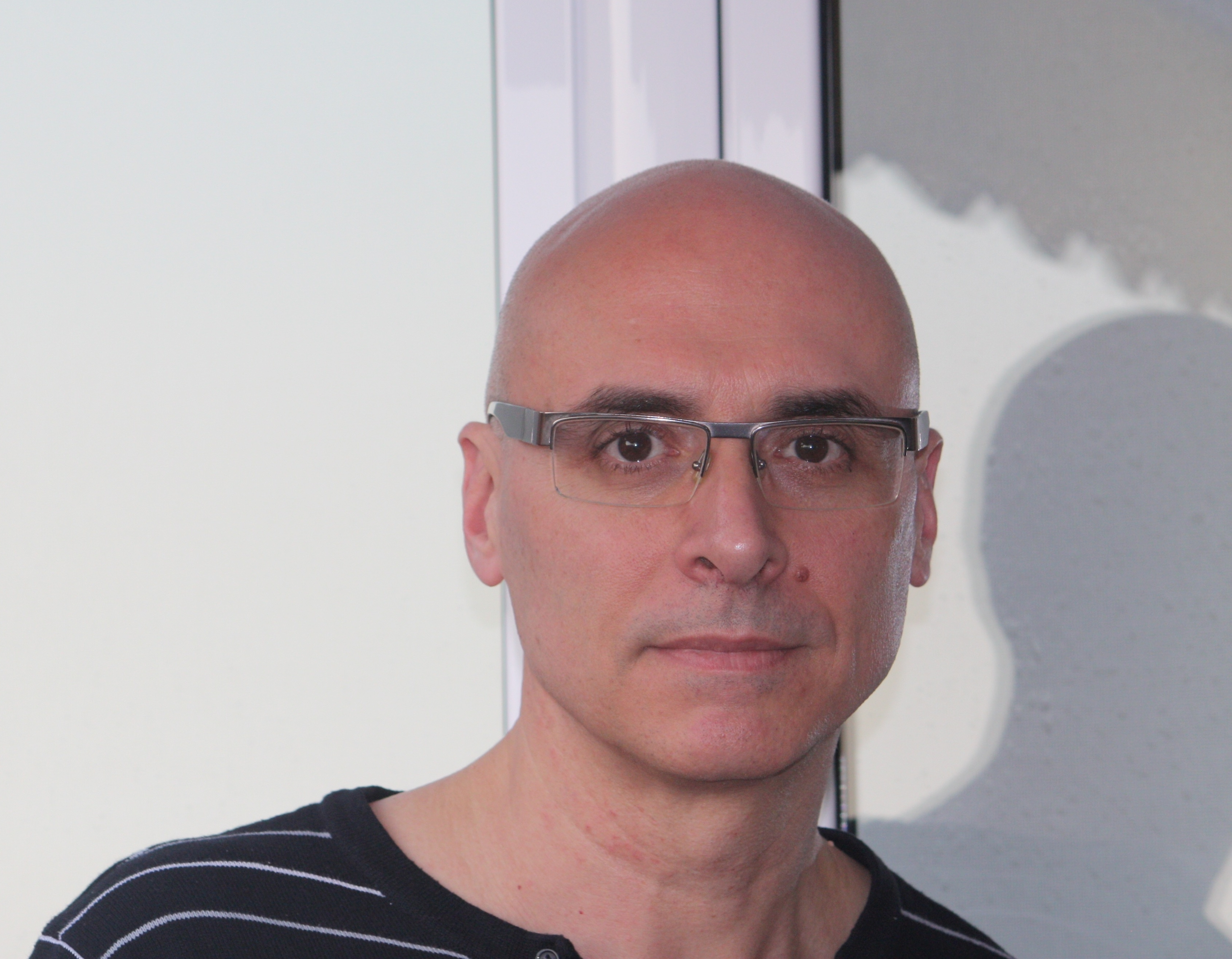
Pep Bras, 2011

Pep Bras (* 25. Dezember 1962 in Premià de Mar in Spanien) ist ein katalanischer Roman- und Drehbuchautor.

## Leben
Pep Bras wurde 1962 im katalanischen Premià de Mar geboren. An der Universität Barcelona schloss er sein Studium der Informationswissenschaft mit einem Diplom ab. Zwischen 1995 und 2011 arbeitete er als Drehbuchautor für die Produktionsfirma des Komikers und Moderators Andreu Buenafuente. In dieser Zeit schrieb er für Sendungen wie Sense títol, La cosa nostra und A pèl (TV3), Homo Zapping (Antena 3) und La última noche (Tele 5), sowie für die von Buenafuentes präsentierten Goya-Preisverleihungen 2010 und 2011. Bras ist als Dozent an der Universitat Autònoma de Barcelona tätig und gibt Kurse für humoristisches Schreiben an der Universität Pompeu Fabra sowie für szenisches Schreiben an der Escola d’Escriptura de l’Ateneu Barcelonès.
Sein schriftstellerisches Werk umfasst mehr als zwanzig Titel, vornehmlich in katalanischer Sprache verfasst. Das Mädchen, das nach den Sternen greift (Insel Verlag 2015) ist sein erster Roman in deutscher Übersetzung. Außerdem ist Pep Bras – unter dem Namen Josep Bras Cuenca – Mitglied des katalanischen Autorenkollektivs Germans Miranda.

## Publikationen

### Romane
- La niña que hacía hablar a las muñecas, Ediciones Siruela, 2014. ISBN 978-8415608691
  - Das Mädchen, das nach den Sternen greift, dt. von Svenja Becker, Insel Verlag, Berlin 2015. ISBN 978-3458360858
- La vida en siete minutos, Seix Barral, 2012. ISBN 978-8432209635

### Beiträge in Anthologien
- Lo que vendría a ser la televisión en España, Planeta, 2011. ISBN 978-8408107187
- Fora de sèrie, Columna, Barcelona 2010. ISBN 978-8466412216
- El Terrat, una tonteria com una casa, Columna, Barcelona 1996. ISBN  978-8483000984
- Deu claus al pany, Pòrtic, Barcelona 1991. ISBN 978-8473064484

### Veröffentlichungen im Autorenkollektiv Germans Miranda
- La vida sexual dels germans M., Columna, 2002. ISBN 978-8466402194
- Tocats d'amor, Columna, 2000. ISBN 978-8466401319
- El barça o la vida, Columna, 1999. ISBN 978-8483007198
- Aaaaaaaaah. Dotze contes eròtics, Columna, 1998. ISBN 978-8483005125

### Weitere Publikationen
- Sexe, Pentium, clearasil, Columna Jove, Barcelona 2000. ISBN 978-8466406185
- L’edat dels monstres, Columna, Barcelona 1999. ISBN 978-8483007181
- City Bang Blues. Sang i fetge a la ciutat, Millà, Barcelona 1995. ISBN 978-8473043366
- Noia dels timbals, Columna, Barcelona 1993. ISBN 978-8486612276
- Orgasmes escabrosos, Pòrtic, Barcelona 1992. ISBN 978-8473064552
- L'Ull que mata, El Mèdol, Barcelona 1991. ISBN 978-8486542436
- El Vaixell de les vagines voraginoses, Tusquets, Barcelona 1987. ISBN 978-8472233560
- Exemplar gratuït, Empúries, Barcelona 1987. ISBN 978-8475961040
- La mosca al nas, Edicions 62, Barcelona 1985. ISBN 978-8429722901
- Escrivint amb els cent ulls de Laura, Oikos-Tau, 1980. ISBN 978-8428104746

### Interviews (Auswahl)
- Interview mit Pep Bras auf Periodista Digital (Video, Spanisch)
- Interview mit Pep Bras auf Culturamas (spanisch)

| Personendaten    | Personendaten                          |
| ---------------- | -------------------------------------- |
| NAME             | Bras, Pep                              |
| ALTERNATIVNAMEN  | Bras Cuenca, Josep                     |
| KURZBESCHREIBUNG | katalanischer Roman- und Drehbuchautor |
| GEBURTSDATUM     | 25. Dezember 1962                      |
| GEBURTSORT       | Premià de Mar                          |